# EPR

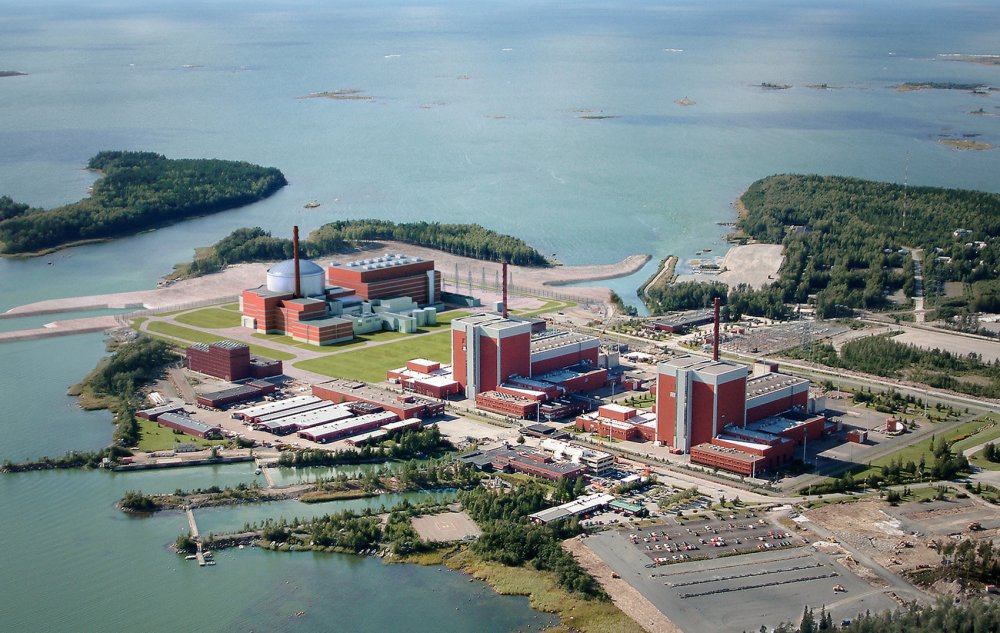
Fotomontáž jaderné elektrárny Olkiluoto ve Finsku, jaderný reaktor Olkiluoto 3 typu EPR (vlevo), Olkiluoto 1 a 2 typu BWR (vpravo).

Evropský tlakovodní reaktor (European Pressurized Water Reactor nebo Evolutionary Power Reactor) je tlakovodní jaderný reaktor  generace III+ vyvinutý francouzskými firmami Areva (dříve Framatome) a  EDF ve spolupráci s německým Siemens AG. 
Koncepce EPR vychází z kombinace předností modelu německé jaderné elektrárny KONVOI a francouzského projektu N4, tak aby jaderná elektrárna vyhovovala požadavkům formulovaných v dokumentech EUR (European Utility Requirements) s důrazem na aktivní bezpečnostní systémy a vysoký výkon (~1660 MWe, z toho se a chod reaktoru/elektrárny spotřebuje asi 90 MW).
V současnosti (k 19. 10. 2017) jsou na celém světě ve výstavbě čtyři reaktory – Olkiluoto 3 (Finsko), Flamanville 3 (Francie) a dva v čínském Taishan. Další dva bloky jaderné elektrárny Hinkley Point C (Velká Británie) jsou v návrhu realizace a jejich dokončení je předběžně plánované na rok 2027.  Neúspěšně se Areva účastnila tendru na výstavbu třetího a čtvrtého bloku jaderné elektrárny Temelín, ze kterého byla na podzim 2012 vyřazena. 

## Historie a vývoj
V roce 1989 se Framatome a Siemens, dva nejzkušenější evropští výrobci jaderných reaktorů, rozhodli spojit s cílem vytvořit společný návrh nového typu tlakovodního jaderného reaktoru nové generace APWR (Advanced Pressurized Water Reactor). Tato spolupráce byla formalizována v rámci dohody vedoucí k založení společné dceřiné společnosti NPI (Nuclear Power International), která bude odpovědná za vývoj a prodej nového modelu jaderného reaktoru. Od roku 1992 se k NPI připojuje i francouzská elektrárenská společnost EDF a další německé společnosti.
V počátečních etapách návrhu nového evropského tlakovodního reaktoru bylo zapotřebí sjednotit přístupy všech partnerů. Tato fáze skončila v roce 1993 předložením základního koncepčního návrhu EPR francouzským a německým bezpečnostním orgánům. V pozdějších fázích projektu se společnost NPI soustředila na propracování projektu základního designu jaderné elektrárny a její následné optimalizace. Ta spočívala ve zvýšení výkonu elektrárny, snížení investičních nákladů a posílení její konkurenceschopnosti při zachování bezpečnostních požadavků, které jsou nezbytné pro udělení licence v souladu s dokumenty EUR. Výsledky této fáze umožnily v roce 1999 formulovat tzv. „Základní projektovou zprávu“, kterou o rok později začlenily francouzské úřady ve svých Technických pokynech pro návrh a výstavbu budoucích jaderných elektráren s PWR.
Kvůli mnoha potížím spojených s výstavbou dvou evropských jaderných bloků EPR, které výstavbu elektráren nejen prodlužovaly, ale i výrazně zdaržovaly, zahájila Areva práce na novém modelu EPR s ambicí o snadnější výstavbu a výrazné snížení finančních nákladů. Tento nový model EPR by měl být dokončen v roce 2020.

## Konstrukce
Konstrukční řešení vychází z evolučního vývoje založeného na plně ověřených technologických řešení a důkladné analýze provozních zkušeností ze standardizovaných projektů jaderných elektráren německého typu KONVOI i francouzského typu N4. Všechny základní projektové charakteristiky odpovídají evropským požadavkům formulované v dokumentech EUR. 
 Sekundární okruh: jedna turbína 1720 MW, otáčky 1500 ot/min, teplota páry 290 °C a tlak 7,5 MPa.

Primární okruh tvoří 4 smyčky (4 horké a 4 studené větve), přičemž každá ze smyček má jeden vertikální parogenerátor a jedno hlavní cirkulační čerpadlo. Oproti předchozím návrhům západních PWR má EPR zvětšeny hlavní komponenty (tj. tlaková nádoba, kompenzátor objemu a vertikální parogenerátory), díky čemuž se zvětšila zásoba vody v primárním okruhu. To zlepšilo schopnost zvládat přechodové procesy. V primárním okruhu je tlak 15,5 MPa s průtokem 28330 m3/h jednou smyčkou. Vstupní teplota vody v primárním okruhu je 295,9 °C a výstupní 327,2 °C.
Reaktorová nádoba se skládá ze čtyř svařovaných částí a je v průměru 5,5 metrů široká, vysoká 11 metrů.  Díky vyměnitelné vnitřní výstelce, tzv. těžkému reflektoru z nerezové oceli, je reaktorová nádoba pro EPR navržena na 60letou dobu života. Tento těžký reflektor slouží ke snižování neutronového toku dopadajícího na tlakovou nádobu a částečně odráží neutrony zpět do aktivní zóny. 
Aktivní zóna je navržena tak, že obohacení paliva  UO2 pro počáteční vsázku nepřesahuje 5% a reaktor lze provozovat i s použitím 100% MOX paliva, přičemž jedna reaktorová kampaň může trvat až 24 měsíců. Samotná aktivní zóna se skládá z 241 čtvercových palivových kazet a každá kazeta obsahuje 265 palivových tyčí a 24 vodicích trubek klastrové regulace.
Samotná reaktivita je dlouhodobě řízena převážně změnou koncentrace kyseliny borité (H3BO3) v chladivu a pro rychlé změny reaktivity se využívají borové regulační tyče. Pro potlačení přebytku reaktivity při spouštění jaderného reaktoru se do některých palivových kazet přidávají vyhořívající absorbátory v podobě oxidu gadolinia (Gd2O3).

## Bezpečnostní systémy
Bezpečnostní systémy EPR vycházejí z tzv. deterministického přístupu a jsou doplněné o pravděpodobnostní kvalifikaci rizik.  V deterministických analýzách jsou různé scénáře rozděleny do čtyř kategorií zahrnující předpokládanou frekvenci výskytu jednotlivých rizik (v normálním provozu i přechodových procesech, počínaje malými odchylkami až po vážné havarijní stavy). 
Konstrukce reaktoru jednak spojuje provozní zkušenosti s předchozími typy jaderných elektráren a zaručuje bezpečnost díky redundanci ověřených bezpečnostních systémů, ale i díky jejich diverzitě. Celé zařízení je projektováno tak, aby kombinovalo prvky aktivních i pasivních bezpečnostních prvků s cílem zvýšit bezpečnost a zajistit lepší kontrolu procesu při provozu zařízení. Tyto bezpečnostní prvky musejí jednak zajišťovat prevenci, která prakticky eliminuje možnost výskytu těžkých havárií a jednak musejí být schopné vydržet dopady široké škály vnějších i vnitřních událostí tak, aby zmírnily následky těžkých havárií pro samotné okolí elektrárny v mezích přípustných limitů. 
Pro splnění těchto bezpečnostních cílů zvolila Areva jako hlavní bezpečnostní prvky: ochranná obálka, lapač koria a fyzická separace.

### Ochranná obálka
Na rozdíl od předchozích generací jaderných elektráren se projekt EPR zabývá možností těžké havárie s tavením aktivní zóny. Proto funkcí ochranné obálky reaktoru je zabránit úniku radioaktivních látek z reaktorové budovy do životního prostředí, a to za všech okolností. Aby budova reaktoru EPR splňovala všechny bezpečnostní cíle dané EUR, je vybavena dvouplášťovou ochrannou obálkou skládající se z válcového železobetonového vnějšího pláště, válcového předpjatého betonového vnitřního pláště s ocelovou vložkou a prstencového meziprostoru.
Vnitřní průměr válce kontejnmentu je 46,8 m a tloušťka betonové stěny je 1,3 m. Výška kontejnmentu od základové desky ke kopulovitému středu je asi 65 m. Celá vnitřní ochranná obálka byla navržena tak, aby vzdorovala veškerým vnitřním zatížením, jako je například přetlak a vysoká teplota způsobena ztrátou chladicí kapaliny (LOCA havárie). Meziprostor mezi budovami ochranného kontejnmentu má 1,8 m a je v něm udržován podtlak tak, aby byl zachycen jakýkoliv únik z vnitřního kontejnmentu. Případné úniky jsou filtrovány a poté odvedeny do zásobníku, čímž vzniká v podstatě nepropustná bariéra proti nekontrolovanému uvolňování radioaktivity do životního prostředí. Vnější ochranná obálka chrání reaktor před přímým vlivem vnějšího nebezpečí, jakou jsou exploze, tornáda, zemětřesení a pád vojenského letadla.

### Lapač koria

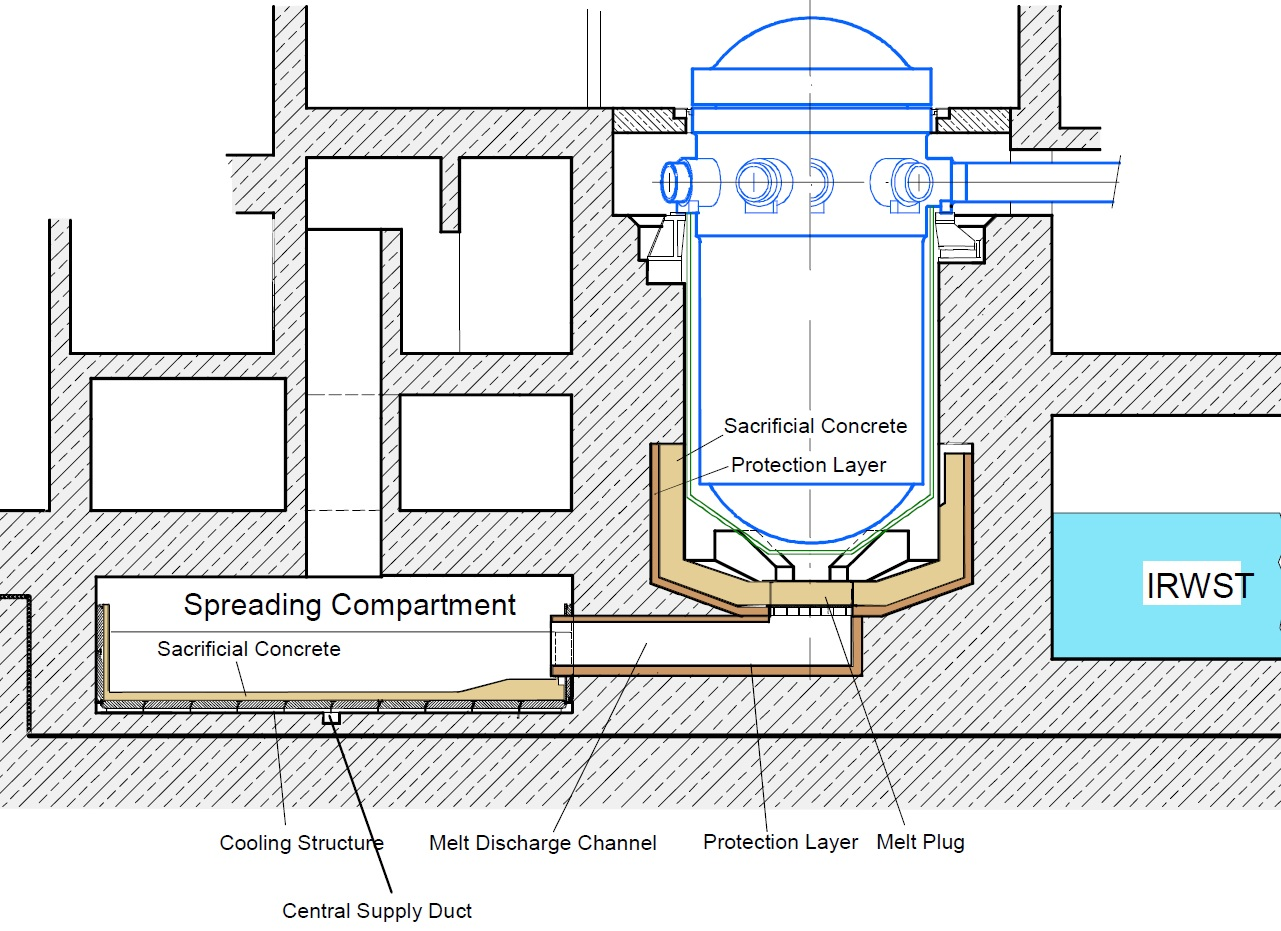
Schéma lapače aktivní zóny.

Lapač koria (lapač roztavené aktivní zóny) slouží jako pasivní bezpečnostní prvek, který má zajistit zmírnění následků těžké havárie s tavením aktivní zóny. Na rozdíl od projektu MIR-1200 se u EPR lapač koria nenachází přímo pod reaktorovou nádobou, ale roztavené korium se po protavení ocelovou přepážkou ve dně reaktorové nádoby odvádí transportním tunelem mimo šachtu reaktoru do záchytného prostoru. Odvedení mimo šachtu reaktoru umožňuje vybudovat velký záchytný prostor o ploše 170 m2, který je pokryt vrstvou tzv. obětovaného betonu. Jedná se o speciálně navržený beton, který rozředí taveninu a vytvoří tak homogenní směs s výrazně odlišnými vlastnostmi. Záchytný prostor je spojen potrubím s vnitřním bazénem výměny paliva. V případě roztavení aktivní zóny se automaticky inicializuje otevření ventilů a lapač roztaveného koria se zalije chladicí vodou z nádrže pro výměnu paliva (IRWST).

### Fyzická separace

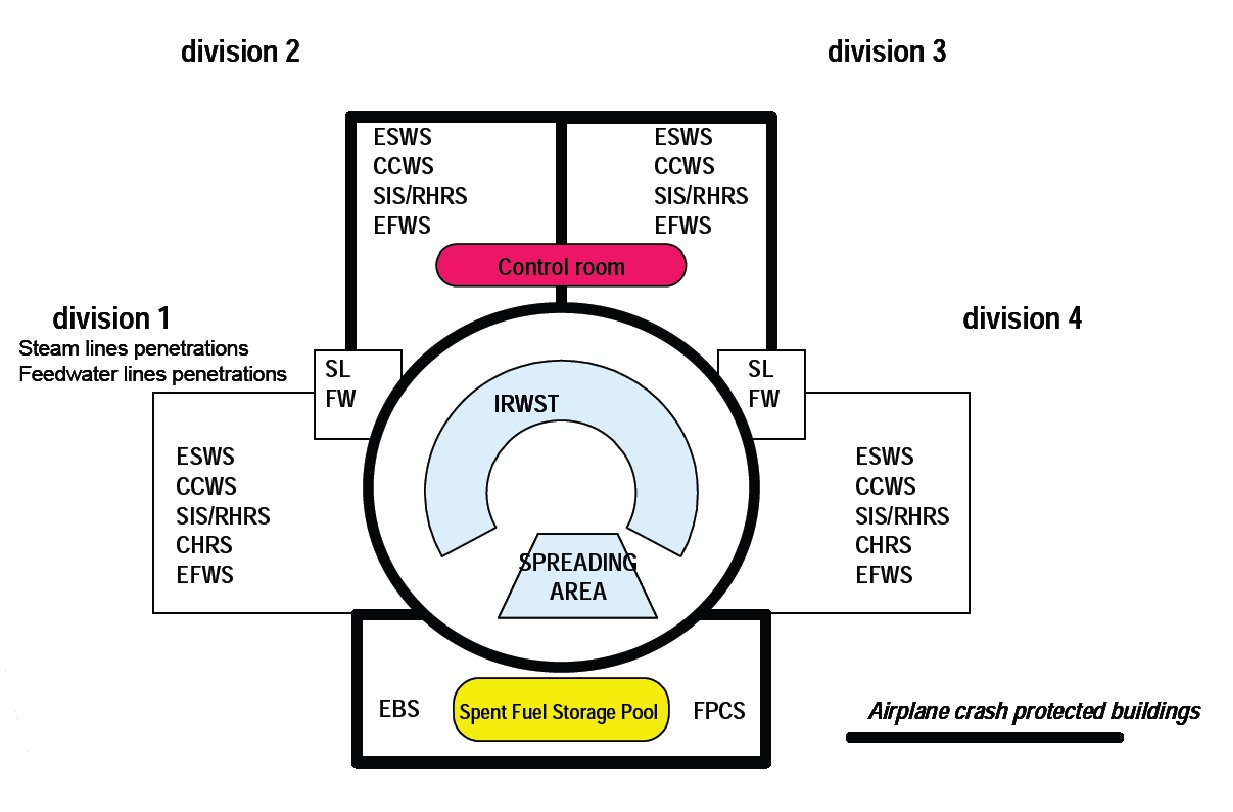
Schéma bezpečnostních budov a jednotlivých divizí

Všechny důležité bezpečnostní a řídicí systémy jsou umístěné v ochranných budovách přiléhajících na kontejnment reaktoru. Budovy jsou vždy uspořádány ve čtyřech nezávislých divizích tak, aby byla zajištěna čtyřnásobná (4x100%) redundance bezpečnostních systémů, která sníží pravděpodobnost těžké havárie. Divize 2 a 3 jsou z důvodu ochrany proti vnějším vlivům konstruovány pod vnitřní ochrannou obálkou. Divize 1 a 4 jsou umístěny na opačných stranách kontejnmentu, takže nemohou být  poškozeny obě naráz a nedojde k poškození všech systémů najednou.
- EBS (Emergency Boration System) - Systém, jehož hlavním úkolem je doplňovat kyselinu boritou do primárního okruhu pro bezpečné odstavení jaderného reaktoru.
- EFWS (Emergency Feedwater System) - Systém nouzového napájení parogenerátorů; přivádí chladicí vodu na sekundární stranu v případě, že není zajištěno napájení parogenerátorů běžnými systémy.
- CHRS (Containment Heat Removal System) - Systém odvodu zbytkového tepla z kontejnmentu je zajištěn sprchovým systémem v horní části kontejnmentu. Tento systém je napájen z IRWST a slouží jako ochrana před ztrátou integrity kontejnmentu v případě navýšení tlaku a teploty nad projektované hodnoty.
- SIS/RHRS (Safety Injection System/Reactor Heat Removal System) - Systém sloužící k vstřikování napájecí vody z IRWST do reaktoru a odvodu zbytkového tepla z reaktoru; pro případ, že parogenerátory nezvládnou odvádět dostatek tepla.
- CCWS (Component Cooling Water System) - Systém chlazení komponent zajišťující přenos tepla ze systémů souvisejících s bezpečností a chlazením, tedy ze systémů SIS/RHRS a CHRS.
- ESWS (Essential Service Water System) - Základní systém zásobování vodou zajišťuje dostatečné chlazení tepelných výměníků chladicího systému komponent (CCWS).

## Srovnání reaktorů generace III+
| Jméno    | Výrobce                                   | MWe  | MWt  | Počet palivových souborů | Počet smyček horkých/studených | Projektové charakteristiky                                   | Kontejnment | Odvod tepla | Stabilizace roztaveného koria |
| -------- | ----------------------------------------- | ---- | ---- | ------------------------ | ------------------------------ | ------------------------------------------------------------ | --- | --- | --- |
| AP1000   | Westinghouse Electric Company, Toshiba    | 1117 | 3400 | 157                      | 2/4                            | Rozsáhlé pasivní bezpečnostní prvky, zjednodušená konstrukce | Dvojitá ochranná obálka (vnitřní z ocelových plátů, vnější ze železobetonu)                                                                   | Pasivní - Přirozená cirkulace vzduchu mezi vnější a vnitřní ochrannou obálkou + sprchování vnitřní obálky vodou z nádrží umístěných na střeše kontejnmentu | Zadržení taveniny v reaktorové nádobě, chlazení reaktorové nádoby z IRWST                                                                                  |
| EPR      | Areva                                     | 1660 | 4590 | 163                      | 4/4                            | Evoluční design, převážně aktivní bezpečnostní systémy       | Dvojitý kontejnment - primární z předepjatého betonu, sekundární z železobetonu, (vnitřní část vnitřní obálky je opatřena ocelovou výstelkou) | Aktivní - V případě lehké havárie pomocí nízkotlakého systému; v případě těžké havárie také přes sprchový systém (CHRS), který je zásoben vodou z IRWST    | Zadržení taveniny v lapači roztavené aktivní zóny, gravitační chlazení chladicím médiem z IRWST                                                            |
| MIR-1200 | Atomstrojexport, OKB Gidropress, ŠKODA JS | 1200 | 3200 | 241                      | 4/4                            | Evoluční design, kombinace aktivních a pasivních prvků       | Dvojitý kontejnment - primární z předepjatého betonu, sekundární ze železobetonu, (vnitřní část vnitřní obálky je opatřena ocelovou výstelkou | Kombinace pasivních a aktivních prvků - primárně skrze sprchy a nízkotlaký vstřikovací systém + tepelné výměníky umístěné v horní části kontejnmentu       | Zadržení taveniny v lapači koria, chlazení taveniny pomocí tepelného výměníku umístěného v lapači, sprchování taveniny vodou z kontrolních šachet reaktoru |

## Rozestavěné a dostavěné bloky EPR

### Olkiluoto 3

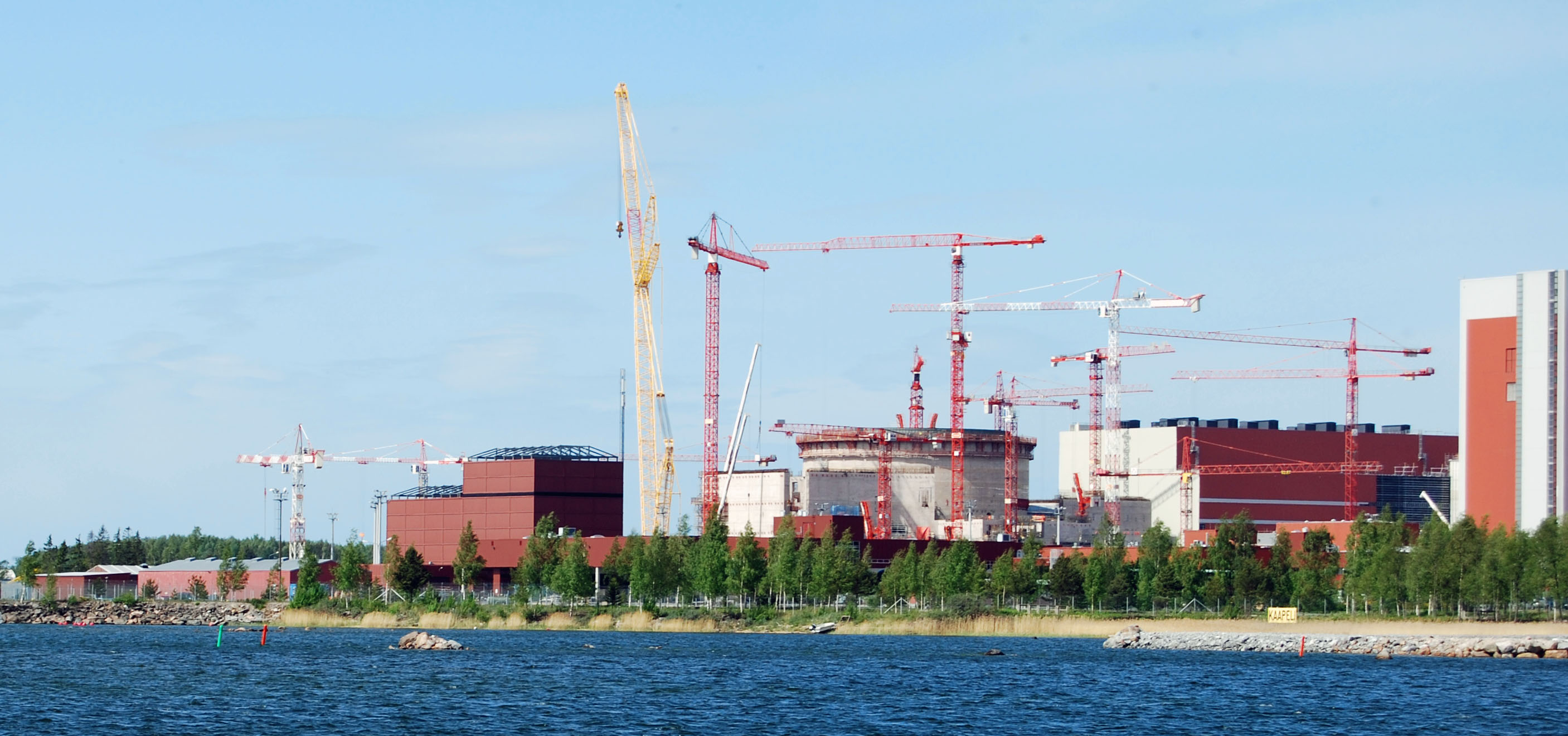
Stavba jaderné elektrárny Olkiluoto 3 v roce 2009

V návaznosti na žádost finského dodavatele energie TVO (Teollisuuden Voima Oyj) z listopadu 2000, schválil finský parlament v roce 2002 výstavbu pátého finského jaderného bloku v  jaderné elektrárně Olkiluoto, který by měl být v provozu už v roce 2009. Výběrové řízení vyhrála společnost Areva NP se svým projektem EPR s tím, že Siemens byl pověřen poskytnutím turbín a generátorů. Počáteční odhady nákladů činily zhruba 3,2 miliardy eur.
Samotná stavba byla zahájena v roce 2005 a už od počátku výstavby docházelo ke zpoždění, především u primárního okruhu. Kromě zpomalení výstavby zapříčiněného nedostatečným dohledem Arevy nad subdodavateli, kteří neměli zkušenosti s výstavbou jaderných reaktorů, přichází finský orgán pro radiaci a jadernou bezpečnost (STUK) s požadavkem na opravu řady bezpečnostních nedostatků, které nastaly při výrobě (jako například nekvalitní betonáž základů a zapracování svarů konstrukcí).
Už v roce 2007 se zahájení komerční výroby odkládá na rok 2010. Během výstavby se konečný rok spuštění posunul ještě čtyřikrát. V září 2014 společnost Areva oznámila, že dokončení výstavby a uvedení do provozu začne v polovině roku 2016 s tím, že komerční provoz by měl začít v roce 2018. V roce 2021 byl odhadován start komerčního provozu na jaro 2022. Krititického stavu reaktoru bylo dosaženo v prosinci 2021, přifázování k síti proběhlo v březnu 2022.
Výstavba Olkluoto 3 se zpozdila téměř o deset let a stála téměř třikrát více (8,5 miliard eur) než se předpokládalo v roce 2005.
Dlouhou dobu bylo v plánu postavit v JE Olkiluoto i čtvrtý reaktor stejného typu, ale v důsledku problémů s dostavbou třetího reaktoru finský provozovatel v roce 2015 od záměru odstoupil.

### Flamanville 3

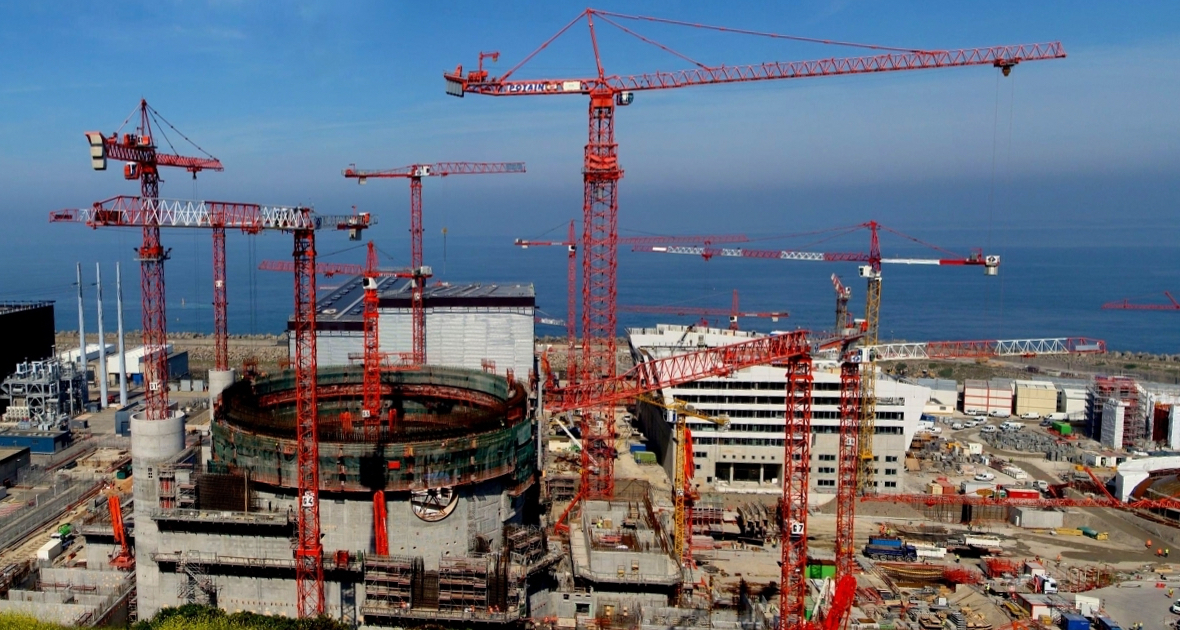
Konstrukce jaderné elektrárny Flamanville 3 z 15.7.2010

V polovině roku 2004 se EDF rozhodlo vybudovat první francouzskou jednotku jaderného reaktoru EPR, kterou už od roku 1992 vyvíjela francouzská Areva a německý Siemens. Práce na pobřeží Normandie začaly 4. prosince 2007 s předpokládaným dokončením v roce 2012 a původním odhadem nákladů na výstavbu třetího bloku jaderné elektrárny Flamanvile ve výši 3,3 miliard eur.
První zpoždění přichází už na konci roku 2008, kdy společnost Areva uvedla, že se výstavba prodlouží o jeden rok a konečné náklady budou činit 4 miliard eur. Další oznámení o prodloužení výstavby přichází v roce 2011, 2014 a pak v září 2015, které nejen navyšují náklady jaderné elektrárny, ale také posouvají zahájení komerčního provozu dále do budoucnosti. Poslední zprávy z roku 2021 uvádějí, že nový reaktor Flamanville 3 bude připojen k rozvodné síti na konci roku 2021. EDF plánuje postavit dva nové bloky EPR2 v lokalitě stávající elektrárny Penly, každý o výkonu 1650 MW.

Podobně jako finská elektrárna Olkiluoto 3 se i výstavba Flamanville 3 potýkala se značnými problémy s betonováním, provedením svarů a strukturou oceli v reaktorové nádobě. Tyto problémy prodloužily dobu výstavby minimálně o osm let oproti původnímu plánu a navýšily stavební náklady na 13,2 miliard eur. Zavážení paliva se nyní předpovídá na začátek roku 2024.

### Taishan 1 & 2
V únoru 2007 se podařilo francouzské společnostem EDF a Areva získat od CGN (China General Nuclear Power Group) zakázku na stavbu dvou jaderných bloků EPR v Jihočínské provincii Kuang-tung u města Taishan. Celková cena projektu měla činit přibližně 8 miliard eur a stavba jednoho reaktoru byla naplánována na 52 měsíců, takže první jaderný blok měl být spuštěný do prosince 2013 a druhý v říjnu 2014.
Výstavba prvního reaktoru byla oficiálně zahájena 28. října 2009 a druhého 15. dubna 2010. Stejně jako stavba evropských EPR, tak ani tato elektrárna se nevyhnula problémům s dostavbou, které prodloužily její konstrukci. I přes tyto potíže bude Taishan první jadernou elektrárnou typu EPR, která zahájí komerční provoz. První blok začal komerční provoz v roce 2018, druhý blok začal komerčně pracovat v roce 2019. I přes všechny konstrukční potíže bude navýšení nákladů na stavbu pouze o 17 % a tudíž by cena za oba bloky neměla přesáhnout 10 miliard eur (k 29. 11. 2017).

### Hinkley Point C
První návrh na výstavbu nových jaderných elektráren na území Velké Británie pochází z července 2006, jakožto důsledek vládní energetické koncepce, která má zajistit energetickou bezpečnost státu a nahradit dosluhující jaderné elektrárny.
V říjnu 2010 britská vláda schválila umístění dvou nových bloků jaderné elektrárny Hinkley Point v Anglickém Somersetu. Po havárii jaderné elektrárny Fukušima v březnu 2011 britská vláda přezkoumala bezpečnostní opatření pro nové jaderné elektrárny, jejichž implementace zřejmě povedou k prodloužení doby výstavby. Po dlouhém vyjednávání o financování a zajištění všech potřebných bezpečnostních licencí se v říjnu 2013 uzavřela první oficiální dohoda mezi francouzsko-čínským konsorciem (společnosti EDF, Areva, CGN, CNNC) a vládou Spojeného království Velké Británie a Severního Irska o výstavbě jaderné elektrárny Hinkley Point C.
V následném období byl projekt několikrát prošetřen Evropskou komisí, který posuzoval, zda způsob financování neporušuje pravidla státní podpory pro výkup ceny elektřiny. Další odkládání projektu bylo zapříčiněno jednáním o způsobu investování mezi britskou vládou, francouzskými a čínskými společnostmi. V září 2016 britská vláda ratifikuje konečný projekt nové jaderné elektrárny Hinkley Point C (dva bloky) typu EPR.
Zahájení betonování základů je plánováno na rok 2019. Původní odhady nákladů se blížily k 20 miliardám eur (18 miliard liber) a připojení k rozvodné síti bylo plánováno na konec roku 2025, ale už v červnu 2017 se počítalo s překročením rozpočtu přibližně o 1-3 miliard eur a zpoždění dostavby přibližně o dva roky.

## EPR v ČR
V srpnu 2009 skupina ČEZ zahájila výběrové řízení na dostavbu dvou jaderných bloků v jaderné elektrárně Temelín. Podmínkou pro účast v tendru byl projekt lehkovodního tlakovodního reaktoru alespoň III. generace. Výkon nových bloků měl vyjít z veřejné zakázky a odhadovaná cena se pohybovala v rozmezí 200 až 300 miliard korun. Do tendru se přihlásili tři zájemci: americký Westinghouse s projektem AP-1000, francouzská Areva s EPR a rusko-české konsorcium Škoda JS, Atomstrojexport a OKB Gidropress s reaktorem MIR-1200.
Jelikož tendr probíhal podle zákona o zadávání veřejných zakázek, oznámil ČEZ 5. října 2012 společnosti Areva, že nenaplnila zákonné požadavky na stavbu a její nabídka musí být z dalšího řízení předčasně vyřazena z tendru.
Následně Areva předložila společnosti ČEZ podrobné námitky proti rozhodnutí o jejím vyloučení ze soutěže a rozhodla se podniknout další právní kroky v souladu s legislativou České republiky a Evropské unie. Prvním z těchto kroků byla žádost o přezkum rozhodnutí společnosti ČEZ podaná k ÚOHS, jako orgánu zodpovědnému za dohled nad zadáváním veřejných zakázek. ÚOHS nejprve několikrát zamítla žádost společnosti Areva o pozastavení tendru, ale až v říjnu 2013 Areva se svojí stížností uspěla a soud v Brně vydal předběžné opatření podle něhož ČEZ nemohl uzavřít smlouvu s případným vítězem tendru. O měsíc později pak Evropská komise požádala Českou republiku o dodatečné informace týkající se právě vyřazení Arevy z tendru.
V dubnu 2014 ČEZ nakonec zadávací řízení na stavbu dalších dvou bloků v Temelíně zrušil. Důvodem byla situace na trhu s elektřinou a nejistota dalšího směřování energetiky v Evropě a z toho plynoucí neposkytnutí státní garance výnosnosti investice, která měla být zajištěna pomocí modelu Contract for difference.
V červnu 2015 česká vláda schválila Národní akční plán rozvoje jaderné energetiky, který počítá s výstavbou jednoho jaderného bloku v Dukovanech a jednoho bloku v Temelíně s možností rozšíření na dva bloky v obou elektrárnách. Znovu se tak otevírá možnost návratu společnosti Areva, jakožto potenciálního dodavatele svého jaderného reaktoru EPR.